# يوسف غريلو
يوسف غريلو (بالإنجليزية: Yusuf Grillo)‏ هو فنان نيجيري، ولد في 1934.